# Basilique Notre-Dame-de-Fátima de Lewiston
Pour les articles homonymes, voir Église Notre-Dame-de-Fátima et Cathédrale Notre-Dame-de-Fátima.
La basilique Notre-Dame-de-Fátima est une église située dans la town de Lewiston, dans l’État de New York aux États-Unis, que l’Église catholique rattache au diocèse de Buffalo. Le pape Paul VI l’a déclaré basilique mineure le 14 juillet 1975, et la Conférence des évêques catholiques des États-Unis l’a désigné sanctuaire national. Elle est dédiée à Notre-Dame de Fátima, et gérée par les Barnabites.

## Historique
Le lieu est dédié à Notre-Dame de Fátima depuis 1954.

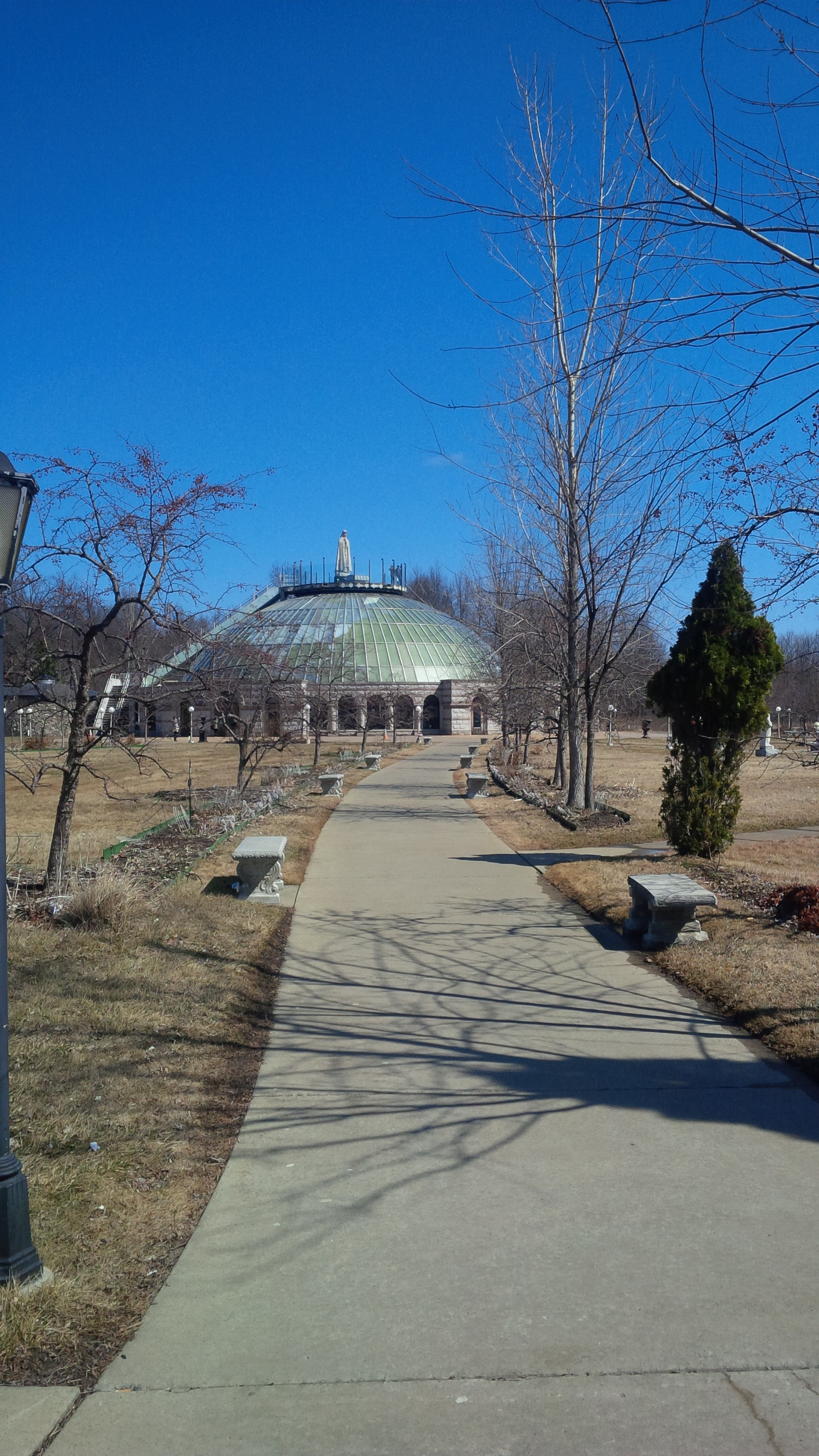
La basilique dans son environnement.